# トリスタンバン
トリスタンバン（Gallinula nesiotis）は、ツル目クイナ科バン属に分類される鳥類。

## 分布
- G. n. comeri （別種のゴフバン（英語版） G. comeriともされる[1]）

イギリス（ゴフ島）。トリスタン・ダ・クーニャ島へ移入。

### 絶滅した分布域
- G. n. nesiotis

イギリス（トリスタン・ダ・クーニャ島）

## 形態

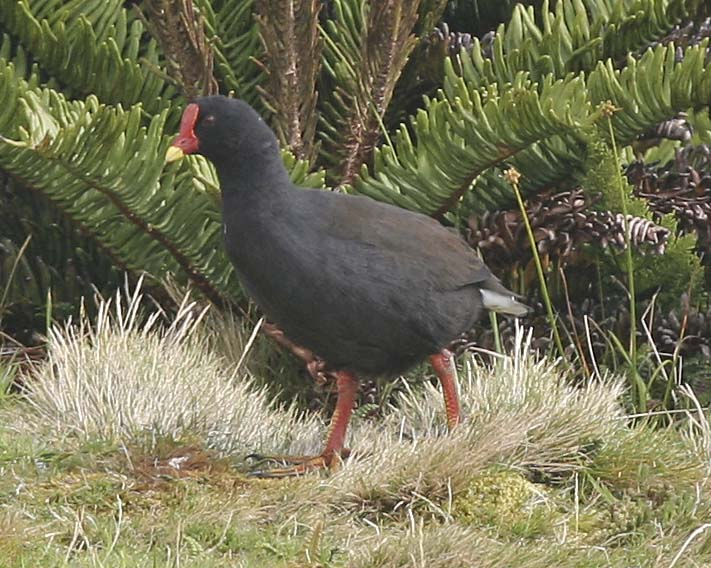
Gallinula comeri

全長25センチメートル。上面の羽衣は暗黄褐色。頭部や頸部、下面の羽衣は黒い。体側面には白い縞模様が数本入る。尾羽基部の下面を被う羽毛は白く、中央部は黒い。
虹彩は暗褐色。上嘴から額にかけての肉質（額板）や嘴は赤く、嘴先端は黄色。後肢は赤く、黄緑色の斑紋が入る。

## 分類
- Gallinula nesiotis comeri

### 絶滅亜種
- †Gallinula nesiotis nesiotis　Sclater, 1861

## 生態
深い茂みの中に生息する。飛翔することはできない。
食性は雑食で、種子や動物の死骸を食べる。
繁殖形態は卵生。地表の茂みの中に巣を作り、2-5個の卵を産む。抱卵期間は21日。

## 人間との関係
ゴミ捨て場で食物を漁ることもある。
野焼きによる生息地の破壊、狩猟、人為的に移入されたドブネズミや家畜による影響などにより、生息数が減少した。基亜種は19世紀に絶滅した。1994年における生息数は6,000-9,000羽と推定されている。